# Peter R. Last
Peter Robert Last (* 1952) ist ein australischer Ichthyologe und Meeresbiologe, der sich vornehmlich mit Plattenkiemern (Elasmobranchii) des Indopazifiks befasst.

## Leben
Last absolvierte seine akademische Ausbildung an der University of Tasmania in Hobart, wo er 1975 den Bachelor erwarb und 1983 mit der Dissertation Aspects of the ecology and zoogeography of fishes from soft-bottom habitats of the Tasmanian shore zone  zum Ph.D. promoviert wurde. Von 1978 bis 1984 war er Wissenschaftlicher Mitarbeiter bei der Tasmanischen Behörde für Fischereientwicklung in Hobart. Von 1984 bis 1989 war er Wissenschaftlicher Mitarbeiter bei der CSIRO in Cronulla. Von 1984 bis 2015 war er Direktor und Kurator der CSIRO Australian National Fish Collection (früher die I.S.R. Munro Ichthyological Collection) in Hobart, die heute mehr als 160.000 Fischexemplare von 3.700 Arten umfasst. Von 1989 bis 1995 war er Forschungsleiter und von 1995 bis 2003 war er wissenschaftlicher Leiter bei der CSIRO in Hobart. 1997 wurde er zum Ehrenprofessor des Muséum national d’histoire naturelle in Paris ernannt. Von 2003 bis 2015 war er leitender Forschungswissenschaftler beim CSIRO Marine and Atmospheric Research in Hobart. 2016 ging er als emeritierter Kurator in den Ruhestand, ist jedoch weiterhin sehr aktiv in der Forschung tätig.
Last leistete bedeutende Beiträge zur Ichthyologie des Indopazifiks, insbesondere in den Bereichen Systematik, Biodiversität und Biogeographie. Er gilt als weltweite Autorität für die Taxonomie der Plattenkiemer und der Tiefseefische des Indopazifiks und zählt zu den führenden Experten für die Systematik und Biogeographie der Rochen, zu denen Stechrochen, Echte Rochen und Sägerochen zählen.
Last hat über 300 Arbeiten verfasst oder mitverfasst, darunter Fachartikel, Zeitschriftenartikel, Bücher und Buchkapitel, die sich sowohl an Wissenschaftler als auch an die breite Öffentlichkeit richten. Er war an den Erstbeschreibungen von rund 240 Arten beteiligt. Zu seiner Bibliografie zählen die Werke Coastal Fishes of Tasmania and Bass Strait (1982, mit Graham J. Edgar und Malcolm W. Wells), Time Life Education: Sharks & Rays (1997), Sharks and Rays (1999), Australian Seafood Handbook: Domestic Species (1999), Requins en vue (2001, mit Bernard Séret), Sharks and Rays of Australia (2009, mit John D. Stephens), Sharks and Rays of Borneo (2010, mit Gavin J. P. Naylor, William Toby White und Fahmi Fahmi) und Rays of the World (2016, mit William Toby White). 1993 schrieb er mit John D. Stevens das Kapitel Haie, Rochen und Chimären im Werk Encyclopedia of Fishes von John R. Paxton und William N. Eschmeyer.

## Dedikationsnamen
Nach Peter R. Last sind die Arten Acanthobothrium lasti Campbell & Beveridge, 2002, Coelorinchus lasti Iwamoto & Williams, 1999, Dendromonocotyle lasti Chisholm & Whittington, 2005, Narcinops lasti (Carvalho & Séret, 2002), Paraliparis lasti Stein, Chernova & Andriashev, 2001, Plectranthias lasti Randall & Hoese, 1995, Tasmanogobius lasti Hoese, 1991 und Zeuxoides lasti Edgar, 2008 benannt.